# Episodi di The Equalizer (serie televisiva 2021) (quarta stagione)
La quarta stagione della serie televisiva The Equalizer, composta da 10 episodi, è stata trasmessa sul canale statunitense CBS dal 18 febbraio al 19 maggio 2024. In Italia viene trasmessa su Sky Investigation dal 10 settembre all'8 ottobre 2024.
| n° | Titolo originale  | Titolo italiano          | Prima TV USA     | Prima TV Italia   |
| -- | ----------------- | ------------------------ | ---------------- | ----------------- |
| 1  | Truth for a Thuth | La verità per una verità | 18 febbraio 2024 | 10 settembre 2024 |
| 2  | Full Throttle     | A tutto gas              | 25 febbraio 2024 | 10 settembre 2024 |
| 3  | Blind Justice     | Giustizia cieca          | 3 marzo 2024     | 17 settembre 2024 |
| 4  | All Bets Are Off  | Una scommessa rischiosa  | 17 marzo 2024    | 17 settembre 2024 |
| 5  | The Whistleblower | Segreti                  | 31 marzo 2024    | 24 settembre 2024 |
| 6  | DOA               | Vendetta di Stato        | 21 aprile 2024   | 24 settembre 2024 |
| 7  | Legendary         | Leggendario              | 28 aprile 2024   | 1º ottobre 2024   |
| 8  | Condemned         | Condannato               | 5 maggio 2024    | 1º ottobre 2024   |
| 9  | The Big Take      | Il grande colpo          | 12 maggio 2024   | 8 ottobre 2024    |
| 10 | Shattered         | In frantumi              | 19 maggio 2024   | 8 ottobre 2024    |